# 大喙兰
大喙兰（学名：Sarcoglyphis smithianus）为兰科大喙兰属下的一个种。